# Petelia immaculata
Petelia immaculata är en fjärilsart som beskrevs av George Francis Hampson 1893. Petelia immaculata ingår i släktet Petelia och familjen mätare. Inga underarter finns listade i Catalogue of Life.